# Nesselpfuhl
Le Nesselpfuhl est lac d'Allemagne du nord, se trouvant dans la région des lacs d'Uckermark et le parc naturel du même nom, près de la ville de Lychen. Il entoure la vieille ville de Lychen comme une île, avec l'Oberpfuhl et le lac de la ville de Lychen.
Le lac a une superficie de 21,40 hectares et une profondeur maximale de 6 mètres.

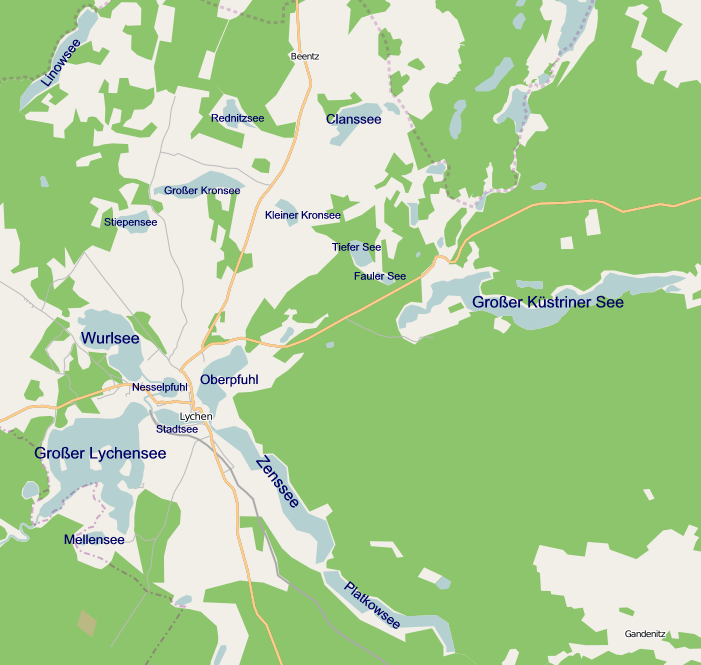
Réseau des lacs de Lychen